# 米羅柳比夫卡 (洛佐瓦市鎮)
49°10′1″N 36°31′3″E / 49.16694°N 36.51750°E
米羅柳比夫卡（烏克蘭語：Миролюбівка）是位於烏克蘭東部的村莊，由哈爾科夫州洛佐瓦區的洛佐瓦市鎮負責管轄。該村始建於1900年，面積0.37平方公里，海拔高度138米，2001年人口99。